# 10404 McCall
10404 McCall eller 1997 JK16 är en asteroid i huvudbältet som upptäcktes den 22 november 1997 av Spacewatch vid Kitt Peak-observatoriet. Den är uppkallad efter den amerikanske konstnären Robert McCall.
Asteroiden har en diameter på ungefär 9 kilometer.